# Amynthas perichaeta
Amynthas perichaeta is een ringworm uit de familie van de Megascolecidae. De wetenschappelijke naam van de soort werd voor het eerst geldig gepubliceerd in 1900 door Beddard.